# Skleroprotein

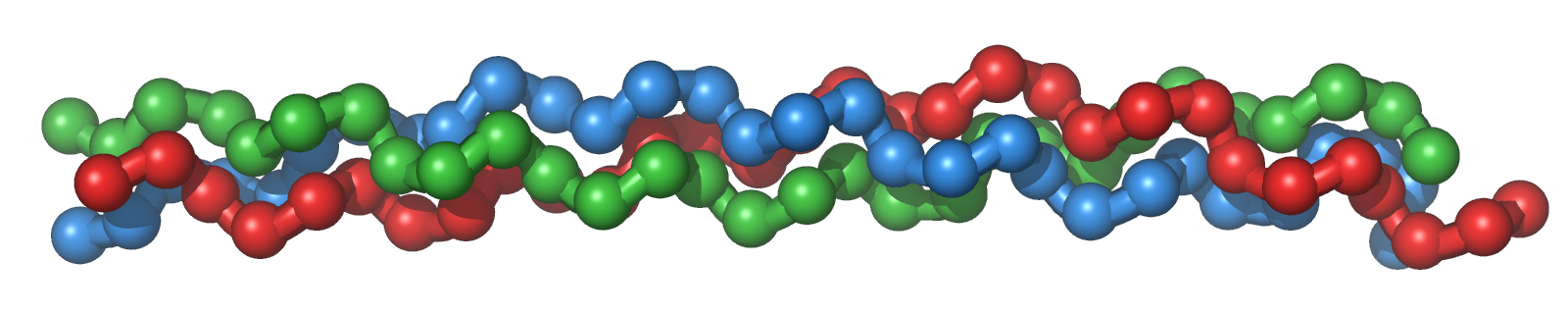
Kolagen

Skleroprotein je označení pro jakýkoliv protein přibližně vláknitého tvaru, je to tedy opak globulárních proteinů (sferoproteinů). Jsou nerozpustné ve vodním prostředí a patří k nim například keratin či fibrin. Často se podílí na stavbě cytoskeletu (intermediární filamenta, mikrofilamenta).